# The Best Of (kompilacja Boys)
The Best Of – dwupłytowa kompilacja zespołu Boys, wydana 6 grudnia 2019 r. przez Green Star. Pierwsza płyta zawiera 17 przebojów z poprzednich płyt, przy czym niektóre z nich doczekały się nowych wersji, a także 2 nowe niepublikowane wcześniej nagrania zespołu z lat 2018/19 – "Wciąż pamiętam" i "Nie ma gwiazd". Drugi krążek wypełniły remiksy przygotowane przez DJ Faviego w latach 2010–2017, które w większości po raz pierwszy zebrano na oficjalnym płytowym wydawnictwie.

## Lista utworów
CD 1
1. Niech żyje wolność i swoboda
2. Usłysz wołanie
3. Inna dziewczyna
4. To nie U.S.A
5. Jagódka
6. Kochana uwierz mi
7. Łobuz
8. Ja jestem chłop z Mazur
9. Szalona
10. Dlaczego Ty mi w głowie zawróciłaś
11. Miłość
12. Biba
13. Figo-Fago
14. Jump
15. Przypomnij mi jak
16. Najpiękniejsza Dziewczyno
17. Moja Kochana
18. Wciąż pamiętam
19. Nie ma gwiazd

CD 2
1. Usłysz wołanie
2. Ty, tylko Ty
3. Dlaczego teraz to zrobiłaś
4. Odczep się ode mnie
5. Dziewczyna z dzikiej plaży
6. Jesteś ładna
7. Tu jest
8. Będziesz moja
9. Ty już nie wrócisz
10. Usłysz wołanie
11. Dlaczego teraz to zrobiłaś
12. Ty, tylko Ty
13. Odczep się ode mnie
14. Usłysz wołanie
15. Moja kochana
16. Dziewczyna z marzeń
17. You are so crazy